# Morgram
Morgram (en bengalí: মোড়গ্রাম ) es una ciudad de la India, en el distrito de Murshidabad, estado de Bengala Occidental.

## Geografía
Se encuentra a una altitud de 33 m s. n. m. a 265 km de la capital estatal, Calcuta, en la zona horaria UTC +5:30.

## Demografía
Según estimación 2010 contaba con una población de 27 548 habitantes.